# 老城街道 (肥城市)
老城街道，是中华人民共和国山東省泰安市肥城市下辖的一个乡镇级行政单位。

## 行政区划
老城街道下辖以下地区：
南关社区、较场屯社区、河东村、李屯村、张屯村、辛屯村、国屯村、月庄村、百尺村、东百尺村、毛小庄村、官路店村、罗窑村、小窑村、杨庄村、曹庄村、栾庄村、孙庄村、乔庄村、双峪村、大石关村、大石铺村、李庄村、河口村、红五村、陈庄村、田家花峪村、张家花峪村、肥城矿业集团兴杨公司社区和肥城矿业集团曹庄煤矿社区。

## 人口
2010年中国第六次人口普查时，老城街道共有人口66057人。共有家庭21560户，平均每户2.80人。14岁以下的少年儿童共9426人，占总人口14.26%；15-64岁人口共49885人，占总人口75.51%；65岁及以上的老年人共6746人，占总人口的10.21%。男性共计33256人，占总人口50.34%；女性共计32801人，占总人口49.65%。本地居住的人口中，拥有本地户籍的人口为61039人，占92.40%。